# Kanoistika na Letních olympijských hrách 1956
Závody v kanoistice na Letních olympijských her 1956 v Melbourne.

## Medailisté

### Muži
| Kategorie  | Zlato                                                                   | Stříbro                                                       | Bronz                                            |
| ---------- | ----------------------------------------------------------------------- | ------------------------------------------------------------- | ------------------------------------------------ |
| C1 1000 m  | Leon Rotman · Rumunsko (ROU)                                            | István Hernek · Maďarsko (HUN)                                | Gennadij Bucharin · Sovětský svaz (URS)          |
| C1 10000 m | Leon Rotman · Rumunsko (ROU)                                            | János Parti · Maďarsko (HUN)                                  | Gennadij Bucharin · Sovětský svaz (URS)          |
| C2 1000 m  | Rumunsko (ROU) · Alexe Dumitru · Simion Ismailciuc                      | Sovětský svaz (URS) · Pavel Charin · Gracian Botěv            | Maďarsko (HUN) · Károly Wieland · Ferenc Mohácsi |
| C2 10000 m | Sovětský svaz (URS) · Pavel Charin · Gracian Botěv                      | Francie (FRA) · Georges Dransart · Marcel Renaud              | Maďarsko (HUN) · Imre Farkas · József Hunics     |
| K1 1000 m  | Gert Fredriksson · Švédsko (SWE)                                        | Igor Pisarev · Sovětský svaz (URS)                            | Lajos Kiss · Maďarsko (HUN)                      |
| K1 10000 m | Gert Fredriksson · Švédsko (SWE)                                        | Ferenc Hatlaczky · Maďarsko (HUN)                             | Michael Scheuer · Tým sjednoceného Německa (EUA) |
| K2 1000 m  | Tým sjednoceného Německa (EUA) · Michael Scheuer · Meinrad Miltenberger | Sovětský svaz (URS) · Mihhail Kaaleste · Anatolij Demitkov    | Rakousko (AUT) · Max Raub · Herbert Wiedermann   |
| K2 10000 m | Maďarsko (HUN) · János Urányi · László Fábián                           | Tým sjednoceného Německa (EUA) · Fritz Briel · Theodor Kleine | Austrálie (AUS) · Dennis Green · Walter Brown    |

### Ženy
| Kategorie | Zlato                                        | Stříbro                                          | Bronz                    |
| --------- | -------------------------------------------- | ------------------------------------------------ | ------------------------ |
| K1 500 m  | Jelizaveta Dementěvová · Sovětský svaz (URS) | Therese Zenzová · Tým sjednoceného Německa (EUA) | Tove Søby · Dánsko (DEN) |

## Přehled medailí
| Pořadí | Země                           | Zlato | Stříbro | Bronz | Celkově |
| ------ | ------------------------------ | ----- | ------- | ----- | ------- |
| 1.     | Rumunsko (ROU)                 | 3     | 0       | 0     | 3       |
| 2.     | Sovětský svaz (URS)            | 2     | 3       | 2     | 7       |
| 3.     | Švédsko (SWE)                  | 2     | 0       | 0     | 2       |
| 4.     | Maďarsko (HUN)                 | 1     | 3       | 3     | 7       |
| 5.     | Tým sjednoceného Německa (EUA) | 1     | 2       | 1     | 4       |
| 6.     | Francie (FRA)                  | 0     | 1       | 0     | 1       |
| 7.     | Austrálie (AUS)                | 0     | 0       | 1     | 1       |
| 7.     | Rakousko (AUT)                 | 0     | 0       | 1     | 1       |
| 7.     | Dánsko (DEN)                   | 0     | 0       | 1     | 1       |
| Celkem | Celkem                         | 9     | 9       | 9     | 27      |